# Alfredo Pirri
Alfredo Pirri (Cosenza, 25 gennaio 1957) è un pittore italiano.

## Biografia
Si forma presso l'Accademia di Belle Arti di Firenze, Milano e Roma, vive e lavora a Roma. La sua pratica artistica incontra diverse discipline: la pittura e la scultura, l'architettura e l'installazione. 
Le sue prime mostre personali risalgono agli anni Ottanta. Nel 1988 espone alla Biennale di Venezia, mentre nel 1999 è tra i protagonisti della collettiva Minimalia: An Italian Vision in 20th Century Art, curata da Achille Bonito Oliva presso il MoMA PS1 di New York. Come riconosciuto da critici e curatori, l'artista ha sempre mostrato una particolare attenzione verso l'interazione tra materia, volume, spazio e colore, in quanto veicolo di luce. 
Come afferma tra gli altri, il saggio di Ettore Rocca l'arte di Alfredo Pirri si confronta costantemente con l'architettura, per ricreare uno spazio abitabile e allo stesso tempo un luogo che svolga una funzione sociale e politica. Nel 2015 la British School at Rome ha dato visibilità a quest'aspetto del lavoro dell'artista e alle sue collaborazioni con numerosi architetti, tra cui Nicola Di Battista, Paolo Desideri ed Efisio Pitzalis, attraverso una mostra/seminario, in cui Alfredo Pirri ha dialogato con l'artista tedesco Thomas Schütte. 
Questo stesso anno Pirri è scelto da AMACI (Associazione dei musei d'arte contemporanea italiani) come artista guida dell'undicesima giornata del Contemporaneo. 
Nel 2005 Roberto Benigni ha commissionato all'artista un'opera per una delle scene del film La tigre e la neve. L'opera è stata successivamente esposta presso la Villa Guastavillani a Bologna.
Ha insegnato alla Bezalel Academy of Arts and Design di Gerusalemme, alla Sapienza - Università di Roma, ed è stato docente di pittura presso l'Accademia di Belle Arti di Urbino, di Palermo e presso l'Accademia di Belle Arti di Frosinone. Nel 2015/2016 è stato Advisor in Visual Art per l'American Academy in Rome. 
Tra i suoi lavori più importanti Passi, un'installazione site-specific. Passi è stata accolta da numerose istituzioni museali, spazi pubblici, luoghi d'interesse storico e spazi privati. Dal 2012 al 2016 ha accolto il pubblico all'ingresso della Galleria nazionale d'arte moderna e contemporanea.

## Mostre (selezione)
- Alfredo Pirri, Wessel O'Connor, LTD, New York 1986
- XI Quadriennale di Roma 1987
- Per noi, Galleria Tucci Russo, Torino 1989
- Eternal Metaphors: New Art from Italy, mostra itinerante in tredici musei degli Stati Uniti a cura di ICA, NY 1992
- ...Dove sbatte la luce..., Studio Casoli, Milano 1993
- International Critics Choice, Mitchell Museum, Illinois, USA 1993
- VOLUME!, Fondazione Volume, Roma 1997
- Au Rendez-Vous des Amis. Identità e Opera, Centro per l’arte contemporanea Luigi Pecci, Prato 1998
- Minimalia, MoMA PS1, New York 1999
- ARS AEVI 2000, Ars Aevi - New Museum of Contemporary Arts, Sarajevo 1999
- Un progetto (?) per India, Teatro India, Roma 2000
- La Ville / Le Jardin / La Mémoire, Académie de France à Rome 2000
- Senza titolo, Galerie Michel Rein, Parigi 2001
- Window onto Venus, Bienal de La Habana, Cuba 2001
- Assenze Presenze. Une nouvelle génération d’artistes italiens, Le Botanique - Centre Culturel de la Communauté Française, Bruxelles 2003
- Appello alla nazione, Biennale di Venezia 2003
- Miroslaw Balka/Alfredo Pirri: Vis a' vis, Istituto Polacco di Cultura, Roma 2005
- Relativism, Biennal of Quadrilater, Museum of Modern and Contemporary Art, Rijeka 2005
- XIV Quadriennale di Roma, Galleria nazionale d'arte moderna e contemporanea, Roma 2005
- Mots, Maison européenne de la photographie, Parigi 2006
- Ultimi passi, Foro di Cesare, Roma 2007
- Beyond, A.Pirri - M. Balka, Bunkier Sztucki, Contemporary Art Gallery, Cracovia 2007
- Canti, Galleria Tucci Russo, Torre Pellice (Torino) 2008
- MACRO Wall: Eighties are back!, MACRO - Museo di arte contemporanea (Roma) 2010
- Passi, Palazzo Ducale, Martina Franca 2011
- Soltanto un quadro al Massimo, A. Pirri - Gerhard Merz, Villa Massimo - Accademia Tedesca a Roma 2011
- Arte italiana all'ascolto, NCCA - National Centre for Contemporary Arts, Mosca 2011
- Passi, Galleria nazionale d'arte moderna e contemporanea, Roma 2012
- Passi, Palazzo Te, Mantova 2013
- Vorrei rannicchiarmi nella Tua ombra, galleria Tucci Russo, Torre Pellice (Torino) 2013
- Passi, D-0 ARK Underground Biennal, Konjia, Bosnia 2013
- Passi, A. Pirri - Alvin Curran, Museo Novecento, Firenze 2015
- Questions, A. Pirri - T. Schütte, British School at Rome, Roma 2015
- Fondation VOLUME!, Musée d'art moderne et contemporain de Saint-Étienne 2015[8]
- Passi, Contemporary Locus, Bergamo 2016

## Opere
- Cure, Galleria Alice (testi di C. Christov Bakargiev, G. Maragliano), Roma, 1988
- Via d’Ombra, (testi di Alfredo Pirri, Jerome Sans, Hans-Ulrich Obrist), Rubbettino editore, 2001
- Alfredo Pirri. Dove sbatte la luce,[9] (testi di V. Altaiò, A. Bellini, A. Bonito Oliva, L. Cherubini, C. Christov Bakargiev, M. Colapietro, G. Di Pietrantonio, C. Domino, D. Lancioni, G. Maragliano, F. Menna, P. Montani, A. Pirri, J. Sans, V. Valentini), Skirà, Milano, 2003
- Così in cielo, così in terra, Centro Arti Visive Pescheria, Pesaro, (testi di A. Pirri, L. Pratesi), Hopefulmonster, Torino, 2006
- Alfredo Pirri, Ultimi passi. Un segno nel foro di Cesare, Foro di Cesare (conversazione tra E. La Rocca e L. Pratesi), Contrasto, Roma, 2008
- Alfredo Pirri, MACRO wall: Eighties are back!, MACRO Museo d'Arte Contemporanea Roma (testi di C. Canziani, G. Verzotti) Electa, Milano, 2010
- Alfredo Pirri, (a cura di Joachim Blüher e Ludovico Pratesi; testo di Pietro Montani), Edizioni dell’Accademia Tedesca di Villa Massimo, Roma, 2011
- Alfredo Pirri, Passi 2003 – 2012 (a cura di Angelandreina Rorro, testi di Alfredo Pirri, Giuliano Modesti, Corrado Bologna, Angelandreina Rorro, Maria Vittoria Marini Clarelli, Stefania Frezzotti, Luciana Rogozinski, Achille Bonito Oliva, Ludovico Pratesi, Eugenio La Rocca, Valentina Valentini, Federico Fusi, Daria Filardo, Jannis Kounellis, Vicenc Altaio, Federica Zanco), Gli Ori Editore, 2012 ISBN 978-88-7336-498-6
- Nuovo realismo/Post modernismo. Dibattito aperto fra architettura e filosofia, Paola Gregory (a cura di), con testo di Ettore Rocca su «Piazza», opera di Alfredo Pirri per il Museo di Reggio Calabria, Officina Edizioni, Roma, 2016